# Mikael Tillström
Mikael Tillström (Jönköping, 5 marzo 1972) è un allenatore di tennis ed ex tennista svedese.

## Carriera

### Giocatore
Dopo una buona carriera da juniores, caratterizzata dalla finale agli US Open nel 1990, persa contro l'italiano Andrea Gaudenzi, passa al professionismo l'anno successivo. Il primo risultato di rilievo lo ottiene al Masters di Montecarlo nel 1992, dove passa le qualificazioni, elimina Fabrice Santoro e Marc Rosset e strappa un set a Thomas Muster. Raggiunge successivamente la finale nel Challenger di Lubjana, la prima semifinale ATP ad Hilversum, battendo tra gli altri Andrej Česnokov, e i quarti a San Marino. Chiude l'annata al n. 141 dopo un best ranking di n. 117. Il 1993 è totalmente negativo anche a causa di qualche problema fisico lo vede sprofondare al n. 438 del mondo.
Al Roland Garros 1994 gioca per la prima nel main draw di un Grande Slam, dopo aver passato le qualificazioni. Raggiunge il quarto turno, dopo aver sconfitto in 3 set Richard Krajicek, perdendo in 4 dal n. 1 del mondo Pete Sampras. Vince successivamente il Challenger di Weiden e chiude l'anno al n. 149 ATP. Al 1995 al Roland Garros batte al 1t il n. 4 Goran Ivanišević ma perde 9-7 al quinto dal tedesco Karbacher. Raggiunge i migliori piazzamenti per lo più nel circuito minore, cui aggiunge i quarti di finale nel torneo di casa a Stoccolma, dove batte Mats Wilander e Richard Krajicek. A fine anno è n. 116.
Il 1996 lo vede partire col botto, prima con i quarti di finale nell'ATP di Giacarta e poi con quelli più prestigiosi agli Australian Open, dove batte in serie Aaron Krickstein, Christian Ruud, Patrick McEnroe e il n. 3 ATP Thomas Muster, prima di perdere nettamente da Michael Chang. Entra così per la prima volta nei primi 100, direttamente al n. 55. La stagione prosegue con i quarti di finale a Copenhaghen e San Pietroburgo. Bene anche al Roland Garros e a Wimbledon dove raggiunge il 3t battendo, tra gli altri, Carlos Costa a Parigi e Stefan Edberg a Londra. Da segnalare anche gli ottavi a Toronto, battendo Ivanišević ed i quarti a Basilea. I buoni risultati negli Slam gli garantiscono la qualificazioni alla Grand Slam Cup, dove Ivanišević lo ferma al 1t. Chiude la sua miglior stagione al n. 47 del mondo, dopo essere entrato nella top40 al n. 39 il 14 ottobre.
Inizia il 1997 con la semifinale nell'ATP di Adelaide ma agli Australian Open non difende i tanti punti in uscita perdendo subito da Gustavo Kuerten. Gioca bene nel Masters di Key Biscayne, dove batte il n. 8 Carlos Moyá e cede al 4t al tedesco Dreekman. Successivamente centra il suo unico torneo ATP a Chennai battendo in finale il tedesco Rădulescu per 6-4 4-6 7-5. A ottobre arriva in semifinale a Singapore, chiudendo la stagione al n. 68 del mondo. Nel 1998 ottiene la semifinale a Marsiglia e Orlando, la finale a Chennai, dove stavolta cede dinanzi a Pat Rafter, il 3t agli US Open, dove cede a Sampras, che già lo aveva eliminato al 2t di Wimbledon. Chiude al n. 85 ATP.
Ottiene un buon 3t agli Australian Open '99 mentre a Chennai, dove si trova particolarmente bene, stavolta si ferma ai quarti di finale. Non ottiene però altri risultati rilevanti e a metà anno esce dalla top100. Fallisce le qualificazioni al Roland Garros ma le supera sia a Wimbledon che agli US Open, perdendo tuttavia subito, a seguito di sorteggi complessi, da Goran Ivanišević e da Marat Safin rispettivamente. Gioca ad ottobre la finale a Singapore, perdendola da Marcelo Ríos, e i quarti di finale a Lione, risalendo così al n. 79 del mondo. Nel 2000 gioca altre 2 finali del circuito maggiore a San Jose, dove cede a Mark Philippoussis, e a Maiorca, unica sulla terra rossa, battuto a Marat Safin. Raggiunge anche i quarti a Doha, il 3t alle Olimpiadi ed i quarti a Tolosa, in quello che è il suo ultimo torneo in carriera. Si ritira infatti, a sorpresa, alla fine dell'anno, a soli 28 anni da n. 80 del mondo.

### Allenatore
Dopo il ritiro, nel 2011 assieme a Magnus Norman e Nicklas Kulti ha fondato a Danderyd nella contea di Stoccolma la Good to Great Tennis Academy, prima accademia di tennis fondata in Svezia, dove vengono seguiti grandi giocatori come Stan Wawrinka. Dopo aver collaborato per un periodo con Grigor Dimitrov, nell'ottobre 2015 è stato ingaggiato come allenatore da Gaël Monfils.

## Statistiche

### Singolare

#### Vittorie (1)
| Numero | Anno           | Torneo                | Superficie | Avversario in finale | Punteggio     |
| 1.     | 14 aprile 1997 | Chennai Open, Chennai | Cemento    | Alex Rădulescu       | 6-4, 4-6, 7–5 |

### Singolare

#### Finali perse (4)
| Numero | Anno             | Torneo                    | Superficie  | Avversario in finale | Punteggio     |
| 1.     | 12 aprile 1998   | Chennai Open, Chennai     | Cemento     | Patrick Rafter       | 3-6, 4-6      |
| 2.     | 17 ottobre 1999  | Singapore Open, Singapore | Cemento     | Marcelo Ríos         | 2-6, 6-7      |
| 3.     | 13 febbraio 2000 | Sybase Open, San Jose     | Cemento     | Mark Philippoussis   | 5-7, 6-4, 3-6 |
| 4.     | 8 maggio 2000    | Majorca Open, Maiorca     | Terra rossa | Marat Safin          | 4-6, 3-6      |

### Doppio

#### Vittorie (8)
| Numero | Anno             | Torneo                                                      | Superficie  | Compagno        | Avversari in finale               | Punteggio     |
| 1.     | 2 agosto 1992    | Internazionali di Tennis di San Marino, Città di San Marino | Terra rossa | Nicklas Kulti   | Cristian Brandi Federico Mordegan | 6-2, 6-2      |
| 2.     | 14 luglio 1997   | Swedish Open, Båstad                                        | Terra rossa | Nicklas Kulti   | Magnus Gustafsson Magnus Larsson  | 6-0, 6-3      |
| 3.     | 17 agosto 1997   | Indianapolis Tennis Championships, Indianapolis             | Cemento     | Michael Tebbutt | Jonas Björkman Nicklas Kulti      | 6-3, 6-2      |
| 4.     | 15 febbraio 1998 | St. Petersburg Open, San Pietroburgo                        | Sintetico   | Nicklas Kulti   | Marius Barnard Brent Haygarth     | 3-6, 6-3, 7-6 |
| 5.     | 15 novembre 1998 | Stockholm Open, Stoccolma                                   | Cemento     | Nicklas Kulti   | Chris Haggard Peter Nyborg        | 7-5, 3-6, 7-5 |
| 6.     | 30 aprile 2000   | Torneo Godó, Barcellona                                     | Terra rossa | Nicklas Kulti   | Paul Haarhuis Sandon Stolle       | 6-2, 6-7, 7-6 |
| 7.     | 18 giugno 2000   | Halle Open, Halle                                           | Erba        | Nicklas Kulti   | Mahesh Bhupathi David Prinosil    | 7–6, 7-6      |
| 8.     | 16 luglio 2000   | Swedish Open, Båstad                                        | Terra rossa | Nicklas Kulti   | Andrea Gaudenzi Diego Nargiso     | 4-6, 6-2, 6-3 |

### Doppio

#### Finali perse (4)
| Numero | Anno           | Torneo                                       | Superficie  | Compagno        | Avversari in finale           | Punteggio     |
| 1.     | 26 luglio 1992 | Dutch Open, Hilversum                        | Terra rossa | Marten Renström | Paul Haarhuis Mark Koevermans | 7-6, 1-6, 4-6 |
| 2.     | 11 luglio 1994 | Swedish Open, Båstad                         | Terra rossa | Nicklas Kulti   | Jan Apell Jonas Björkman      | 2-6, 3-6      |
| 3.     | 27 aprile 1998 | U.S. Men's Clay Court Championships, Orlando | Terra rossa | Michael Tebbutt | Grant Stafford Kevin Ullyett  | 6-4, 4-6, 5-7 |
| 4.     | 11 luglio 1999 | Swedish Open, Båstad                         | Terra rossa | Nicklas Kulti   | David Adams Jeff Tarango      | 6-7, 4-6      |